# Hizma
Hizma (àrab: حزما, Ḥizmā; hebreu: חיזמה‎) és un municipi palestí de la governació de Jerusalem, a Cisjordània, a 7 kilòmetres de la ciutat vella de Jerusalem. Es troba a l'Àrea B, rodejada pels assentaments israelians de Neve Yaakov, Pisgat Ze'ev situat a Jerusalem Est, Geva Binyamin i Almon. Un petit barri oriental de Hizma és anomenat Hizmah. La vila és separada de Jerusalem pel Mur de Cisjordània a l'oest, que fou construït en 2005 amb terra palestina confiscada. Segons l'Oficina Central Palestina d'Estadístiques tenia 7.331 habitants el 2016.

## Història
Albright i altres van identificar Hizma amb la ciutat biblica d'Azmawt de la tribu israelita de Benjamí. Tanmateix, més recentment Gibson va qüestionar aquesta identificació, citant la manca de restes arqueològiques del període necessari. Cap al final del període del Segon Temple, hi va haver una indústria que feia gres fi de la calcària local. Els productes inclouen gerros i bols fets en torn, i tasses esculpides a mà. Alguns exemples de gres que es van originar aquí s'han trobat en molts llocs de la regió de Jerusalem, principalment dels segles I i II CE. També s'hi ha trobat ceràmica de l'era romana d'Orient.

### Època otomana
El 1517, el poble va ser incorporat a l'Imperi Otomà amb la resta de Síria otomana, i en els censos fiscals de 1596 va aparèixer com Hamza, ubicada a la nàhiya de Jerusalem, al sanjak del mutasarrifat de Jerusalem. La població era de 28 llars, totes musulmanes segons registres del cens. Pagaven un tipus impositiu del 33,3% sobre productes agrícoles, que incloïen blat, ordi, vinyes i fruiters, ingressos ocasionals, cabres i ruscs; un total de 2.800 akçe.
En 1832, Edward Robinson va descobrir que el poble havia estat desèrtic durant dos mesos, ja que els habitants del poble havien «fugit al llarg del riu Jordà» per escapar de la lleva. En 1863 l'explorador francès Victor Guérin va considerar que la vila tenia 200 habitants. També va assenyalar que algunes de les cases, especialment a la part inferior, semblaven estar construïdes a partir de materials antics, i alguns cisternes també semblaven antigues. Una llista de pobles otomans de l'any 1870 va mostrar 51 cases i una població de 150, tot i que el recompte de població només incloïa els homes.
En 1883 el Survey of Western Palestine (SWP) del Fons per a l'Exploració de Palestina va descriure Hizma com una «petita vila de pedra, situada a dalt d'un turó prominent, els vessants dels quals estan coberts amb olives. Té un pou d'aigua a l'oest.»
En 1896 la població de Hizma era estimada en unes 192 persones.

### Mandat Britànic de Palestina
En el cens de Palestina de 1922, dut a terme per les autoritats del Mandat Britànic, Hizma tenia 515 musulmans, incrementats lleugerament en el cens de 1931 a 521 musulmans en 91 cases habitades.
En 1945 la població de Hizma era de 750 musulmans, i l'àrea total de terra era de 10.438 dúnams de terra segons una enquesta oficial de terra i població. D'aquests, 200 dúnams eren plantacions i regadius, 2,338 per a cereals, mentre 45 dúnams eren sòl edificat.

### Després de 1948

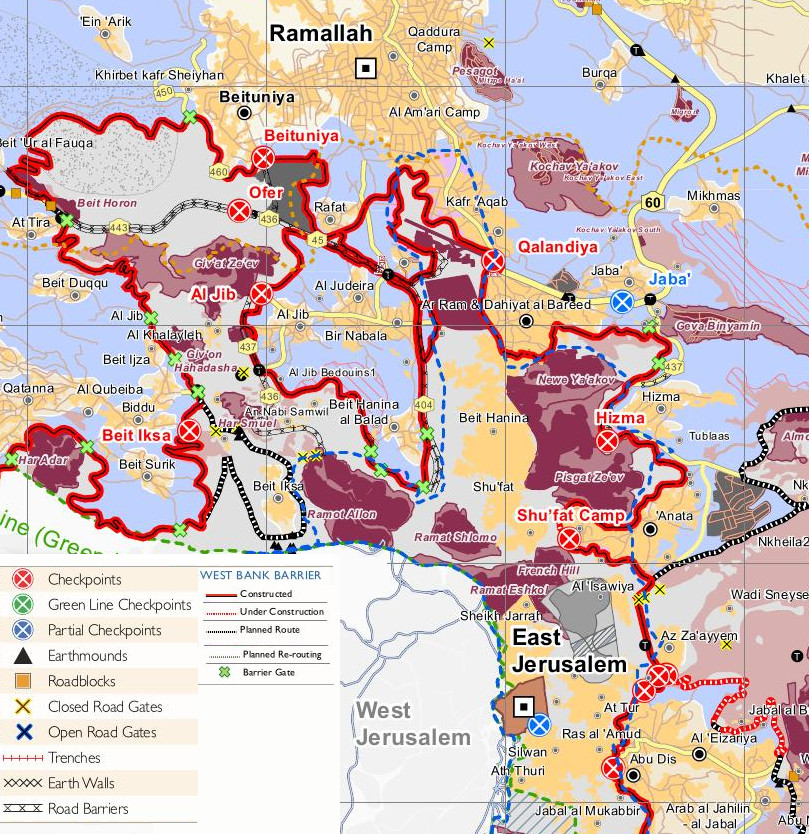
Mapa del nord de Jerusalem, amb Hizma a la dreta

Després de la Guerra araboisraeliana de 1948 i els acords d'armistici de 1949, Hizma va quedar sota un règim d'ocupació jordana. Des de la Guerra dels Sis Dies en 1967, Hizma ha romàs sota ocupació israeliana.
A la dècada de 1970, el 19% de la superfície total del poble fou usat per establir els assentaments de Neve Ya'akov, Pisgat Ze'ev i Pisgat Amir, considerats il·legals per la comunitat internacional. Sota l'Acord d'Oslo II, aproximadament el 9% de la zona del llogaret estava assignada com Àrea B; administrada per l'Autoritat Palestina i Israel, i el 91% restant es va convertir en Àrea C, administrada per Israel.
Hi ha una carretera de circumval·lació que connecta els assentaments amb els assentaments israelians veïns També hi ha una zona d'amortiment de 75 metres al llarg de les carreteres a cada costat. Els palestins de Gaza i Cisjordània tenen prohibit d'utilitzar aquests camins, només els israelians i els estrangers poden utilitzar-los, el propòsit és qüestions de seguretat.

#### Mur de Cisjordània
El Mur de Cisjordània talla el 40% de la zona del poble, amb el costat israelià incorporant els assentaments i els boscos circumdants, les terres agrícoles, els espais oberts i una petita part de la zona residencial palestina. A partir de 2012 hi ha un lloc de control israelià situat a l'oest del poble en una obertura en els controls del pas cap a i des de Hizma. Els palestins que viuen fora de Jerusalem, capital autodeclarada i no reconeguda d'Israel, han de tenir un permís especial que, segons sembla, és difícil d'obtenir.
Els ciutadans israelians (inclosos els colons) i els residents permanents (inclosos els palestins a Jerusalem oriental) poden passar i sortir sense permís.

#### Administració israeliana
Les autoritats israelianes enderroquen les llars dels palestins construïdes sense permisos. S'han de complir condicions estrictes per als palestins que sol·liciten permisos i els permisos solen ser denegats.
El poble sovint ha estat segellat amb blocs de carretera en resposta als llançaments de pedres i disturbis reportats, caracteritzats per molts grups de drets com una forma de càstig col·lectiu.

## Economia
El 2010, més de la meitat de la força laboral treballava al sector governamental o privat; El 22% treballava al mercat laboral israelià, el 14% a l'agricultura i el 7% treballava al sector del comerç.
El poble d'Hizma és conegut pel cultiu d'olives; Es van cultivar 112 dúnams de terra amb oliveres el 2010. Es van cultivar cereals en 233 dúnams.

## Gent de Hizma
- Sulaiman Khatib